# Jannik Schuster
Jannik Schuster (* 16. Mai 2006) ist ein österreichischer Fußballspieler.

## Karriere

### Verein
Schuster begann seine Karriere beim SV Mieming. Im Februar 2020 wechselte er in die Akademie des FC Red Bull Salzburg, in der er in Folge sämtliche Altersstufen durchlief.
Im Oktober 2023 gab er sein Debüt für das Farmteam der Salzburger, FC Liefering, in der 2. Liga, als er am elften Spieltag der Saison 2023/24 gegen den SK Sturm Graz II in der Startelf stand.
Im Mai 2025 debütierte er gegen den SK Rapid Wien für die erste Mannschaft der Salzburger in der Bundesliga.

### Nationalmannschaft
Schuster spielte im April 2022 erstmals für eine österreichische Jugendnationalauswahl. Im September 2023 debütierte er gegen Saudi-Arabien für die U-18-Mannschaft. Im September 2024 folgte das Debüt für die U19.

## Persönliches
Schuster stammt aus einer Familie von Wintersportlern: Sein Großvater Willy (* 1937), Vater Werner (* 1969) und Bruder Jonas (* 2003) waren bzw. sind allesamt als Skispringer aktiv.